# Кучоска кула
Кучоската кула (на гръцки: Πύργος Κούτσου, Πύργος Κούτζης, Πύργος Ευκαρπίας) е средновековно отбранително съоръжение, разположено в село Кучос, Сярско, край Долна Струма, Северна Гърция.

## Местоположение
Кулата е разположена на нисък хълм  на 4 km от Кучос по пътя за Амфиполи, в полето на 250 m от пътя за Нигрита и на 850 m от западния бряг на Струма. От кулата се вижда село Кучос и Мармарската кула, Хандашката кула, Провища (Палеокоми) и Радолиово (Родоливос).

## История
Кулата не се споменава в историческите извори, нито са запазени документи за нейната собственост. Наричана е и Мунджанска или Амунджанска кул (πύργος Μούντζιανης, πύργος Αμούτζιανης) по името на средновековното селище Мунджанис (Μούντζιανις) съществувало на това място. Селището е принадлежало на Хилендарския манастир според хрисовул на император Андроник II Палеолог от 1299 година.
Вероятно според начина, по който е построена, датира от средата XIV век. Най-вероятно кулата е била една от монашеските кули, които са съществували в долината на Струма и са били подобни на съответните кули от същия период, които са съществували на Халкидика. Тези кули са използвани за защита на метосите на светогорските манастири и в конкретния случай по всяка вероятност на Хилендарския манастир. Те са служили и като административни центрове на метосите, но и като складова зона за селскостопански продукти.

## Описание
Запазена е в сравнително лошо състояние. Морфологичните ѝ характеристики я свързват с Мариината, Светамаринската, Галатищката и кулата на Серския манастир.
Кулата има почти квадратен план с вътрешни размери 6,5 m x 7,0 m, дебелина на стените 2 m и максимална оцеляла височина 7 m.
Нейните югозападна и югоизточна страна със съответните ъгли са напълно разрушени. Стените са поддържани отвън от 12 контрафорса, от които само един е оцелял. Вътре се виждат части от основите на арките, поддържащи сводестия таван на първия етаж. Първоначално кулата трябва да е била триетажна.